# Egipto Medio
Egipto Medio (Heptanómida) fue una postrera subdivisión del Alto Egipto que comprendía desde el oasis de El Fayum hasta Asiut.

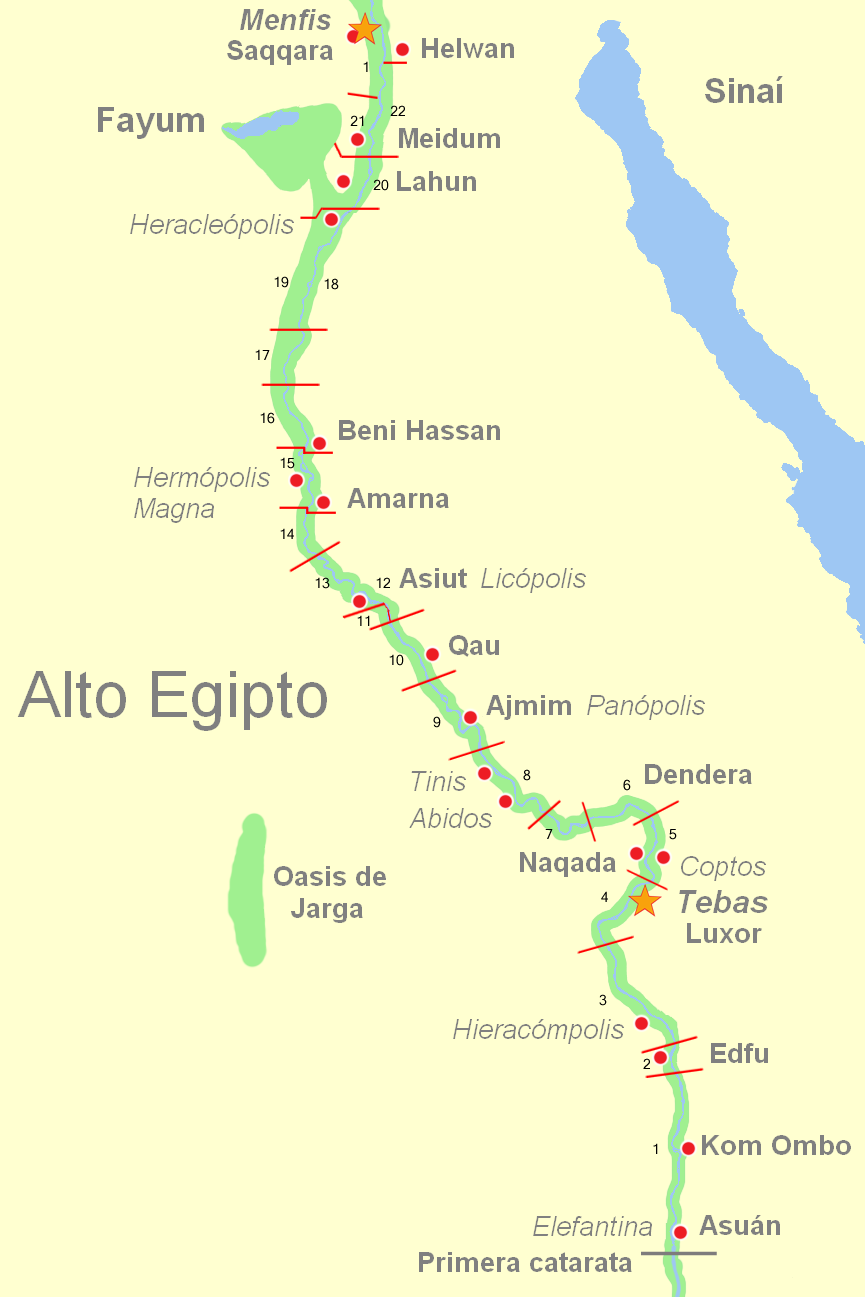
Nomos del Alto Egipto.

## Antecedentes
En el Antiguo Egipto el territorio estaba dividido en dos grandes regiones denominadas Alto Egipto y Bajo Egipto, tomando como referencia el curso del río Nilo. Estas regiones estaban subdivididas en nomos, gobernados por nomarcas. El Bajo Egipto comprendía toda la región del delta del Nilo hasta Menfis (unos 20 km al sur de El Cairo). El Alto Egipto comprendía desde Menfis hasta Elefantina (próxima a Asuán) 
La parte septentrional, el delta, perteneció al reino del Bajo Egipto, con capital en Menfis; la meridional pertenecía al reino Alto Egipto, con capital en Tebas (cerca de la actual Luxor). Así, en la parte Egipcia del valle de Nilo, al menos nominalmente, continuó habiendo dos reinos, las "Dos Tierras". 
El número total de nomos varió entre 37 y 47, según Plinio el Viejo, del siglo I a. C. En época de Estrabón, que visitó Egipto c. 25 a. C., estaba dividido en 37 nomos, diez en el Bajo Egipto (Delta), 17 en el Egipto Medio (Heptanómida) y otros diez en el Alto Egipto (Tebaida).

## Heptanómida

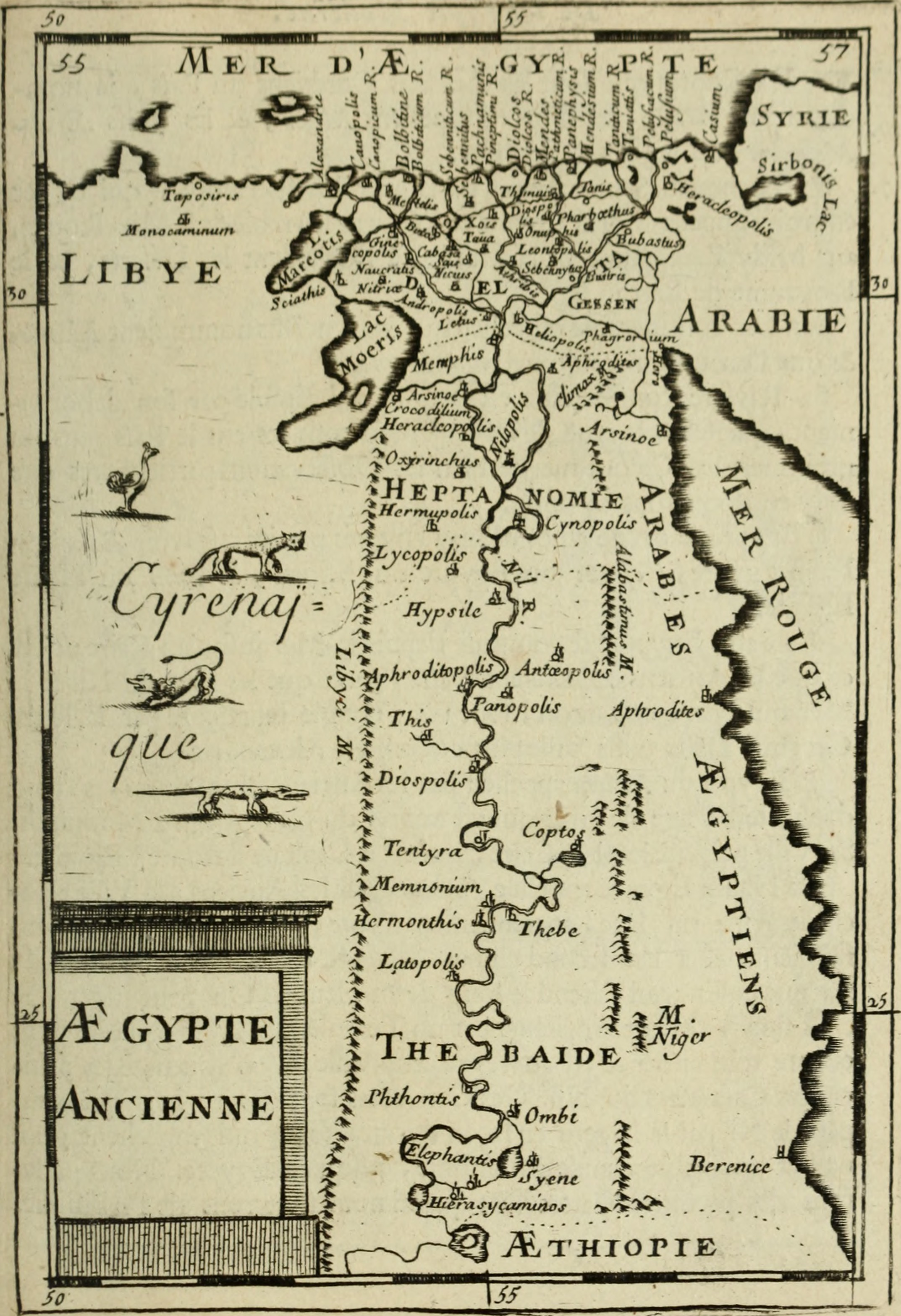
Nomos de la Heptanómida

No es posible determinar en qué período, si realmente ocurrió, la Heptanómida fue considerada como un tercer territorio de Egipto. Acerca del número de sus nomos puede haber pocas dudas: siete, pero es difícil determinar cuales eran estos siete nomos principales en cada época. Probablemente variaron con la prosperidad local, y las vicisitudes de las guerras, el comercio, o la migración, de vez en cuando, causando que los nomos se incrementaran o disminuyeran territorio y número. 
Según Ptolomeo y Agatárquidas, que vivieron mucho tiempo después de que las originales divisiones hubieran surgido y posiblemente sufrido modificaciones, escribieron que los "Siete Nomos" fueron los de: (1) Menfis; (2) Heracleópolis; (3) Cocodrilópolis, renombrado Arsinoe; (4) Afroditópolis; (5) Oxirrinco; (6) Cinopólis; y (7) Hermópolis. 
Los territorios de los oasis mayores y menores, siempre fueron considerados parte de la Heptanómida, y de ahí que debieran haber sido nueve, aparentemente, y no siete, los nomarcas asistentes a la asamblea general reunida en el Laberinto de El Fayum. 
Las capitales de los Nomos, cuyos nombres son indicados por las respectivas capitales de las divisiones, lógicamente, así: Hermópolis, del Nomo Hermopolitano, etc., fueron también las principales poblaciones del Egipto Medio. 
Esta demarcación comprendía las tres obras más grandiosas y monumentales del arte y el ingenio egipcio, las Pirámides de Guiza, el Laberinto de El Fayum, y la comarca artificial creada gracias al canal de Bahr-Jusef (Canal de José), el nomo de Arsinoe o de El Fayum.

## Principales ciudades del Egipto Medio de interés arqueológico
- Abu Qurqas (Beni Hassan)
- Amarna Ajetatón
- Deir el-Barsha
- Deir el-Gabrawi. Asiut Sauty (Licópolis)
- Dishasa
- El-Ashumein Jmun (Hermópolis)
- El-Banasha Per-Medyed (Oxirrinco)
- El-iba Tuedyoi (Ankirómpolis)
- El-Kusiya Kis (Cusae)
- El-Sheij Said
- El-Sheij Ibada (Antinoópolis)
- El-Siririya
- Ihnasya el-Medina Henen-nesu (Heracleópolis Magna).
- Istabl Antar
- Sedment el-Gebel Sedment
- Tihna el-Gebel Dehenet (Acoris)
- Tuna el-Gebel
- Zawyet el-Mayitin Henenu